# Amenia chrysame
Amenia chrysame är en tvåvingeart som först beskrevs av Walker 1849.  Amenia chrysame ingår i släktet Amenia och familjen spyflugor. Inga underarter finns listade i Catalogue of Life.